# فهرست جانداران افسانه‌ای

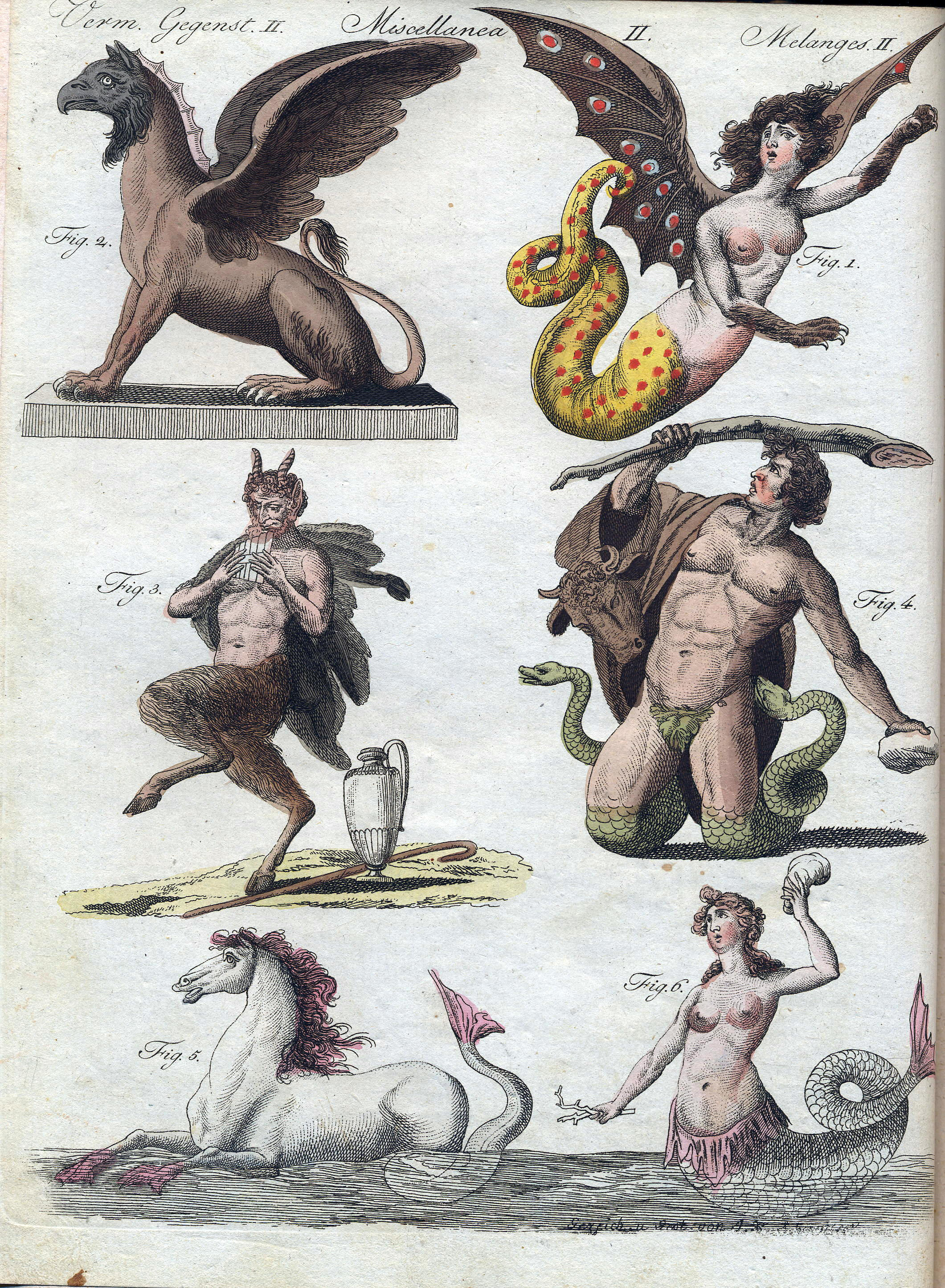
اثری از فردریش یوهان جاستین برتوچ

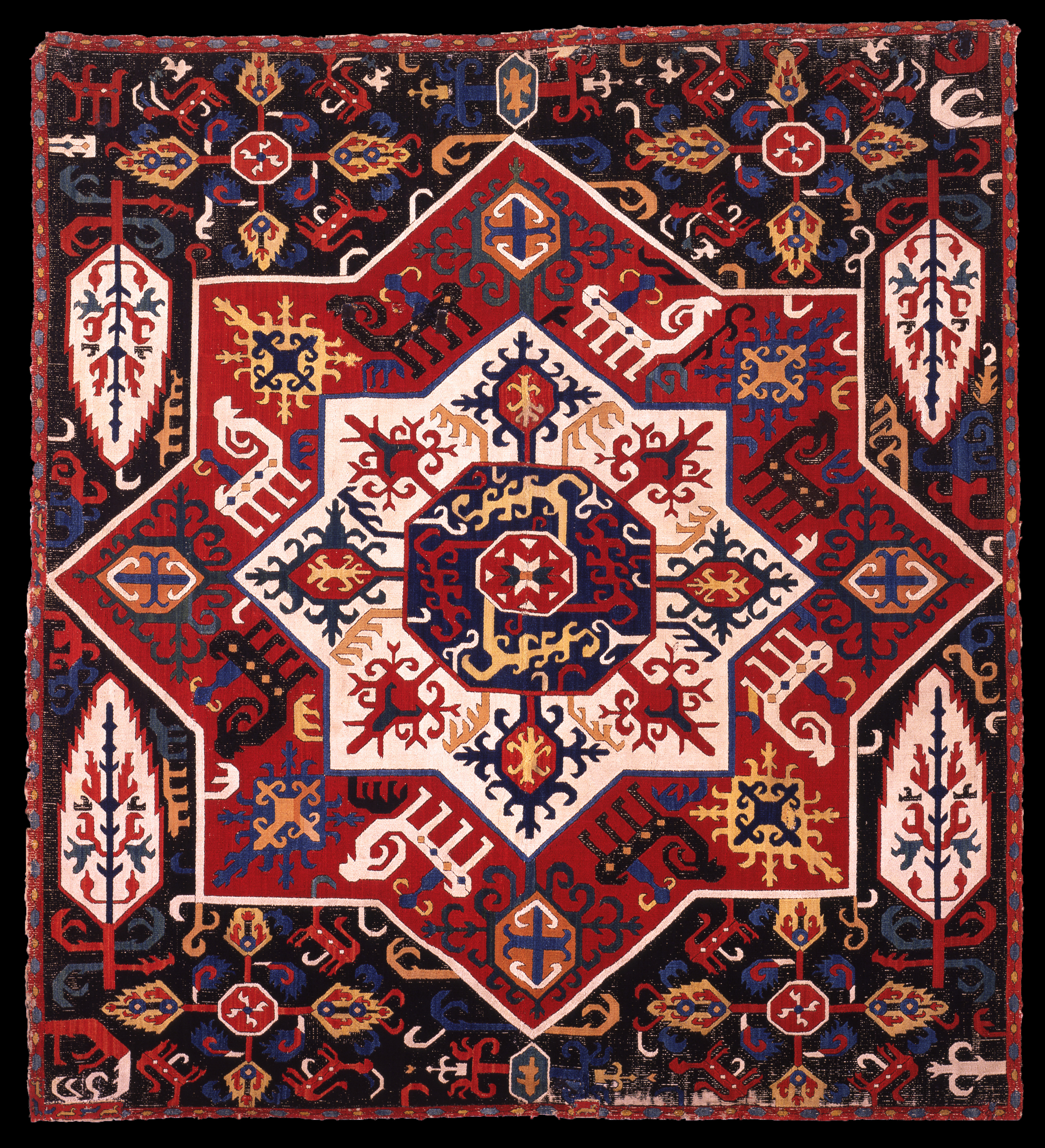
جانداران افسانه‌ای در گلیم قفقازی

این فهرست دربردارندهٔ برخی از جانداران، آفریده‌ها و جانوران افسانه‌ای است که ریشه در باور عامیانه دارند. این فهرست از جانداران منحصر به جانداران افسانه‌ای تشکیل شده‌است، و نه جاندارانی که از گونه‌های طبیعی و شناخته‌شدۀ جهان هستند.

## فرهنگ ایرانیان
- ازمابهتران
- اژدها
- اشوزوشت
- آل
- آنزو
- بشکوچ
- بختک
- پری
- دیو
- دیو سپید
- دیوهای کماله
- رخ
- زار
- سیمرغ
- چمروش
- کَرشِفت
- کَمَک
- شیردال
- گاو بالدار
- عفریت
- ققنوس
- عوج بن عنق
- غول
- فولادزره
- لولوخورخوره
- مردآزما
- مردخوار (مانتیکور)
- دوال‌پا
- نسناس
- ننه‌سرما
- هما
- همزاد
- هیولا
- هدیوش
- گلیم‌گوش
- خر سه‌پا
- مرغ آمین
- مشی و مشیانه

## فرهنگ‌های دیگر

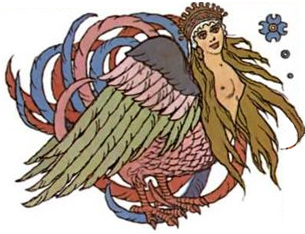
آلکونوست (پرنده بهشتی افسانه‌های اسلاوی) اثر ایوان بیلیبین

- ابوالهول
- آخرون
- آلکونوست
- ایسُناده
- الف
- پری دریایی
- پگاسوس
- تکشاخ
- خون‌آشام
- شیمر
- قنطورس
- سیرن
- لویاتان
- گرگینه
- مانتیکور
- یتی
- ام‌الصبیان
- دجره
- صیاد
- سقوبه
- بوعو
- عیشه قندیشه
- مردآزما
- عبید الماء
- سعلوه
- ذیه
- طنطل
- لجاثوم
- اورک
- اسب ماهی
- کراکن
- دریامرد
- خاروبدیس
- خائوس
- مرده متحرک
- ونیر

## جانوران افسانه‌ای دریای پارس
- اکوان دیو
- ملمداس
- انشرتو
- بابا دریا
- بوسلامه
- پری دریایی
- جزیره متحرک
- جن زیرآبی
- خرچنگ عجیب
- عروس دریایی
- گاوماهی
- مادر دریا
- ماهی آدمخوار
- منتیل پو
- هیولای قنات